# فرودگاه سیتهینگ
فرودگاه سیتهینگ (به انگلیسی: Seething Airfield) یک فرودگاه همگانی است که یک باند فرود آسفالت دارد و طول باند آن ۸۰۰ متر است. این فرودگاه در شهر نوریچ کشور انگلستان قرار دارد و در ارتفاع ۴۰ متری از سطح دریا واقع شده است.